# Wagner (Dakota du Sud)
Pour les articles homonymes, voir Wagner.
Wagner est une municipalité américaine située dans le comté de Charles Mix, dans l'État du Dakota du Sud.
La ville est fondée en 1900 par le Milwaukee Railroad. Elle doit son nom à Walt Wagner, un commerçant local.

## Démographie
| 1910 | 1920  | 1930  | 1940  | 1950  | 1960  |
| ---- | ----- | ----- | ----- | ----- | ----- |
| 964  | 1 236 | 1 420 | 1 319 | 1 528 | 1 586 |

| 1970  | 1980  | 1990  | 2000  | 2010  | - |
| ----- | ----- | ----- | ----- | ----- | - |
| 1 655 | 1 453 | 1 462 | 1 675 | 1 566 | - |

Selon le recensement de 2010, elle compte 1 566 habitants. La municipalité s'étend sur 2,05 milles carrés (5,31 km2).